# Volyňská gubernie

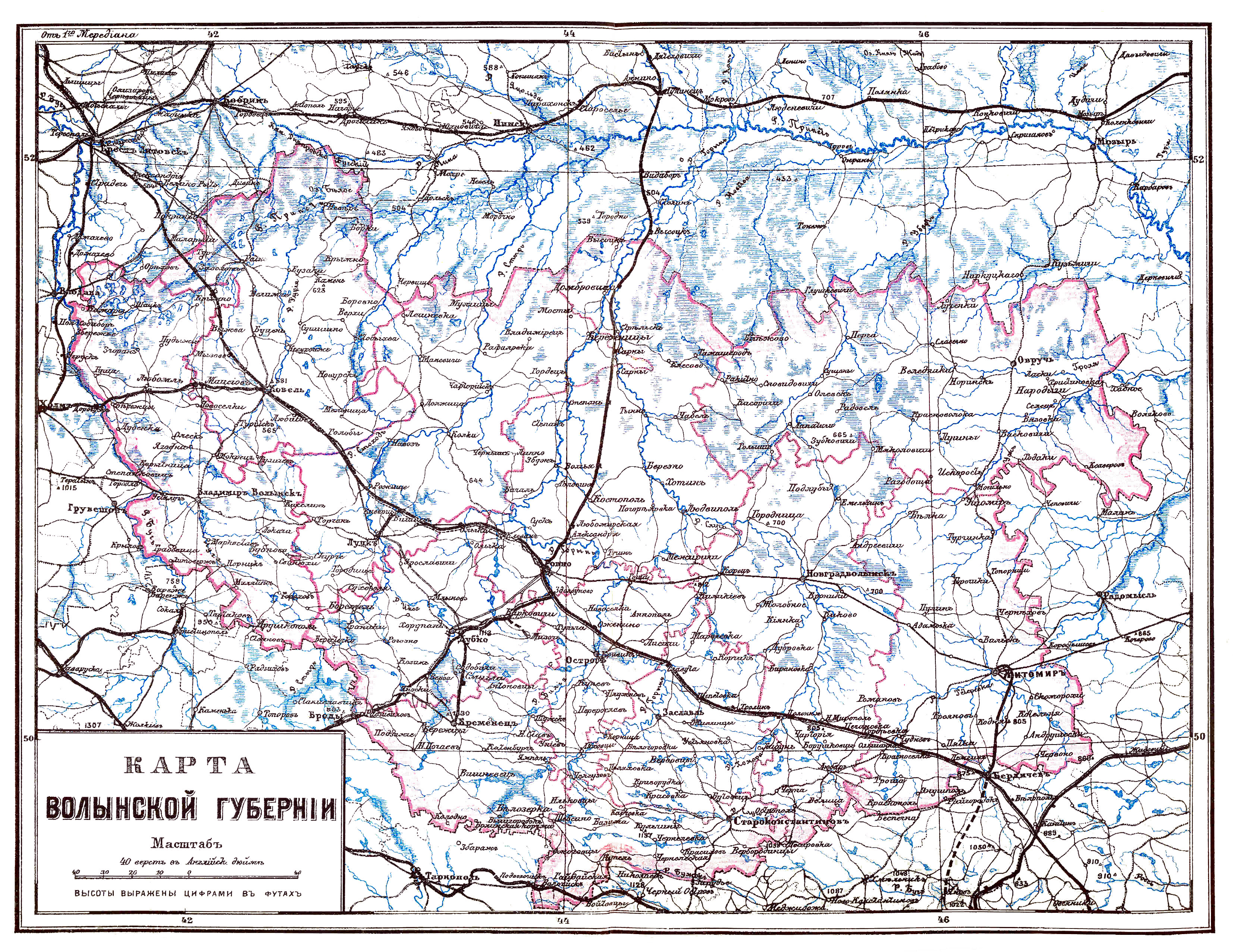
Mapa Volyňské gubernie

Volyňská gubernie (rusky Волынская губерния, ukrajinsky Волинська губернія) byla gubernie v rámci Ruského impéria vytvořená koncem roku 1796 po třetím dělení Polska. Po uzavření Rižské mírové smlouvy mezi Sovětským svazem a Polskem v roce 1921 se část území gubernie stalo součástí nového Volyňského vojvodství v Polsku, zatímco zbytek území zůstal součástí Ukrajinské SSR, a to až do roku 1925, kdy byla gubernie zrušena.